# Logan Henderson
Logan Philip Henderson (North Richland Hills, 14 september 1989) is een Amerikaans acteur, danser, zanger, rapper en beatboxer. Hij speelde in de populaire Nickelodeon-serie 'Big Time Rush' als Logan Mitchell, hij heeft een gastrol gehad in de Amerikaanse serie 'Friday Night Lights'.

## Biografie
Henderson werd geboren in North Richland Hills, Texas. Hij wilde altijd al acteren. Toen hij 16 was kreeg hij een klein bijrolletje in Friday Night Lights. Ongeveer twee jaar later deed hij auditie voor een rol in de serie Big Time Rush, hij kreeg de rol. In zijn vrije tijd gaat hij graag sporten met zijn beste vrienden die hij door de serie kreeg. Hij woont nu in Los Angeles.
Behalve zijn muziek in Big Time Rush heeft Henderson solo de EP Echoes of departure and the endless street of dreams, part 1 gemaakt, evenals dd single "End of the world". Samen met BTR-collega Kendall Schmidt was hij te horen op het nummer Passing Time(unplugged version) van het duo Heffron Drive. Hij won in 2019 de prijs voor Best Male Vocal. 

## Filmografie
| Jaar      | Serie               | Rol             | Note                                    |
| --------- | ------------------- | --------------- | --------------------------------------- |
| 2009      | Friday Night Lights | Tienerjongen #2 | Cameo                                   |
| 2009-2013 | Big Time Rush       | Logan Mitchell  |                                         |
| 2011      | Brain Surge         | Logan Henderson | Aflevering 22 april                     |
| 2012      | How to Rock         | Zichzelf        | Aflevering : "How to Rock: An Election" |
| 2012      | Big Time Movie      | Logan Mitchell  |                                         |
| 2013      | Marvin Marvin       | Logan Mitchell  | Aflevering : "Big Time Marvin"          |